# Хожов
Хожов (пољ. Chorzów) је град у Пољској у Војводству Шлеском у Повјату Хожов. Према попису становништва из 2011. у граду је живело 111.692 становника.

## Становништво
Према прелиминарним подацима са пописа, у граду је 2011. живело 111.692 становника.
| 1946.   | 2002.   | 2011.   | 2012.   |
| ------- | ------- | ------- | ------- |
| 110.675 | 117.430 | 111.692 | 111.168 |

## Партнерски градови
- Исерлон
- Термоли